# Lista odcinków serialu Nierandkowalni
Poniżej znajduje się lista odcinków serialu telewizyjnego Nierandkowalni – emitowanego przez amerykańską stację telewizyjną NBC od 29 maja 2014 roku do 29 stycznia 2016 roku. Powstały 3 serie, które łącznie składają się z 36 odcinków. W Polsce serial jest emitowany od 4 stycznia 2015 roku do 5 czerwca 2016 roku przez Comedy Central.
| Sezon | Sezon | Odcinki | Oryginalna emisja   | Oryginalna emisja | Oryginalna emisja | Oryginalna emisja | Oryginalna emisja |
| Sezon | Sezon | Odcinki | Premiera sezonu     | Finał sezonu      | Premiera sezonu   | Finał sezonu      |                   |
| ----- | ----- | ------- | ------------------- | ----------------- | ----------------- | ----------------- | ----------------- |
|       | 1     | 13      | 29 maja 2014        | 3 lipca 2014      | 4 stycznia 2015   | 30 lipca 2016     |                   |
|       | 2     | 10      | 17 marca 2015       | 12 maja 2015      | 29 stycznia 2016  | 6 marca 2016      |                   |
|       | 3     | 13      | 9 października 2015 | 29 stycznia 2016  | 13 marca 2016     | 5 czerwca 2016    |                   |

## Sezon 1 (2014)
| Nr | #  | Tytuł              | Reżyseria        | Scenariusz                     | Premiera NBC    | Premiera Comedy Central |
| -- | -- | ------------------ | ---------------- | ------------------------------ | --------------- | ----------------------- |
| 1  | 1  | Pilot              | Scott Ellis      | Adam Sztykiel                  | 29 maja 2014    | 4 stycznia 2015         |
| 2  | 2  | Pants Buddies      | Scott Ellis      | Adam Sztykiel                  | 29 maja 2014    | 11 stycznia 2015        |
| 3  | 3  | Three's a Crowd    | Scott Ellis      | Craig Doyle                    | 5 czerwca 2014  | 18 stycznia 2015        |
| 4  | 4  | The Switch         | Linda Mendoza    | Courtney Lilly                 | 5 czerwca 2014  | 25 stycznia 2015        |
| 5  | 5  | My Hero Is Me      | Phill Lewis      | Adam Sztykiel                  | 12 czerwca 2014 | 1 lutego 2015           |
| 6  | 6  | Leader of the Pack | Ted Wass         | John Quaintance                | 12 czerwca 2014 | 8 lutego 2015           |
| 7  | 7  | The Move           | Steve Zuckerman  | Adam Sztykiel                  | 19 czerwca 2014 | 15 lutego 2015          |
| 8  | 8  | The Julius Effect  | David Trainer    | Jackie Clarke                  | 19 czerwca 2014 | 22 lutego 2015          |
| 9  | 9  | Low Hanging Fruit  | David Trainer    | Austen Faggen                  | 26 czerwca 2014 | 1 marca 2015            |
| 10 | 10 | Daddy Issues       | Ted Wass         | John Quaintance                | 26 czerwca 2014 | 8 marca 2015            |
| 11 | 11 | Let There Be Light | Ted Wass         | John Quaintance                | 3 lipca 2014    | 15 marca 2015           |
| 12 | 12 | Danny's Boys       | David Trainer    | Heather Flanders               | 3 lipca 2014    | 28 lipca 2015           |
| 13 | 13 | Go For Gary        | Eric Dean Seaton | Laura Moran Joel Church-Cooper | 3 lipca 2014    | 30 lipca 2015           |

## Sezon 2 (2015)
1 sierpnia 2014 roku, stacja NBC zamówiła 2 sezon serialu.
| Nr | #  | Tytuł                                   | Reżyseria        | Scenariusz         | Premiera NBC     | Premiera Comedy Central |
| -- | -- | --------------------------------------- | ---------------- | ------------------ | ---------------- | ----------------------- |
| 14 | 1  | A Japanese Businessman Walks Into a Bar | Phill Lewis      | Adam Sztykiel      | 17 marca 2015    | 10 stycznia 2016        |
| 15 | 2  | Candace's Boyfriend Walks Into a Bar    | Phill Lewis      | Adam Sztykiel      | 24 marca 2015    | 10 stycznia 2016        |
| 16 | 3  | An Imaginary Torch Walks Into a Bar     | Eric Dean Seaton | Laura Moran        | 31 marca 2015    | 17 stycznia 2016        |
| 17 | 4  | A Stray Dog Walks Into a Bar            | Phill Lewis      | Micheal Hobert     | 14 kwietnia 2015 | 24 stycznia 2016        |
| 18 | 5  | A Priest Walks Into a Bar               | Eric Dean Seaton | Heather Flanders   | 21 kwietnia 2015 | 31 stycznia 2016        |
| 19 | 6  | A Sibling Rivalry Walks Into a Bar      | Phill Lewis      | Craig Doyle        | 28 kwietnia 2015 | 7 lutego 2016           |
| 20 | 7  | A Live Show Walks Into a Bar część 1    | Phill Lewis      | Adam Sztykiel      | 5 maja 2015      | 14 lutego 2016          |
| 21 | 8  | A Live Show Walks Into a Bar część 2    | Phill Lewis      | Adam Sztykiel      | 5 maja 2015      | 21 lutego 2016          |
| 22 | 9  | An Angry Judge Walks Into a Bar         | Phill Lewis      | Austen Faggen      | 12 maja 2015     | 28 lutego 2016          |
| 23 | 10 | Cop Number Four Walks Into a Bar        | Phill Lewis      | Joel Church-Cooper | 12 maja 2015     | 6 marca 2016            |

## Sezon 3 (2015-2016)
9 maja 2015 roku, stacja NBC zamówiła trzeci sezon serialu, które odcinki „odgrywane” będą na żywo podczas telewizyjnej emisji. Premiera odcinka An Origin Story Walks Into a Bar została przesunięta ze względu na brutalny atak terrorystyczny w Paryżu, który miała miejsca 13 listopada 2015 roku.
| Nr    | #     | Tytuł                                          | Reżyseria         | Scenariusz                                          | Premiera NBC         | Premiera Comedy Central     |
| ----- | ----- | ---------------------------------------------- | ----------------- | --------------------------------------------------- | -------------------- | --------------------------- |
| 24    | 1     | A Will They Walks Into a Bar                   | Phill Lewis       | Adam Sztykiel                                       | 9 października 2015  | 13 marca 2016               |
| 25    | 2     | A Won't They Walks Into a Bar                  | Phill Lewis       | Adam Sztykiel                                       | 9 października 2015  | 20 marca 2016               |
| 26    | 3     | A Rock and Hard Place Walk Into a Bar          | Phill Lewis       | Allison Bosma, Jon DeWalt                           | 16 października 2015 | 27 marca 2016               |
| 27    | 4     | A Truth Hug Walks Into a Bar                   | Phill Lewis       | Christopher Luccy                                   | 23 października 2015 | 3 kwietnia 2016             |
| 28    | 5     | Halloween Walks Into a Bar                     | Phill Lewis       | Craig Doyle                                         | 30 października 2015 | 10 kwietnia 2016            |
| 29    | 6     | A Puppet Walks Into a Bar                      | Marty Pasetta Jr. | Michael Hobert                                      | 6 listopada 2015     | 17 kwietnia 2016            |
| 30    | 7     | An Origin Story Walks Into a Bar               | Phill Lewis       | Amy Pocha, Seth Cohen                               | 20 listopada 2015    | 24 kwietnia 2016            |
| 31    | 8     | A Bachelorette Party Walks Into a Bar          | Phill Lewis       | Austen Faggen                                       | 4 grudnia 2015       | 1 maja 2016                 |
| 32    | 9     | A Box of Puppies Walks Into a Bar              | Phill Lewis       | Joel Church-Cooper                                  | 11 grudnia 2015      | 8 maja 2016                 |
| 33    | 10    | A New Year's Resolution Walks Into a Bar       | Phill Lewis       | Laura Moran                                         | 8 stycznia 2016      | 15 maja 2016                |
| 34    | 11    | Danny's Boyz Walk Into a Bar                   | Phill Lewis       | Ryan Kemp                                           | 15 stycznia 2016     | 22 maja 2016                |
| 35,36 | 12,13 | The Backstreet Boys Walk Into a Bar Part 1 & 2 | Phill Lewis       | Matthew Hausfater (część 1) Adam Sztykiel (część 2) | 29 stycznia 2016     | 29 maja 2016 5 czerwca 2016 |